# BTOB FAN-CON［OUR DREAM］
《OUR DREAM》是韓國男子音樂組合BTOB首次舉行的Fan Concert，2024年3月起在韓國首爾連續舉行三場，同年4月在菲律賓舉行一場，5月分別於日本、香港及泰國舉行，6月在臺灣舉行。

## 簡介

### 首爾場
- 演出人員：徐恩光、李旼赫、李昌燮、任炫植、Peniel、陸星材
- 主辦單位：The Bright World、Wonderwell、fromm
- 售票單位：INTERPARK
- 觀賞人次：約15,009人（單場約5,003人）

### 菲律賓場
- 演出人員：徐恩光、李旼赫、李昌燮、任炫植、Peniel
- 主辦單位：Ovation Productions、A Planet、Fan Girl Asia
- 售票單位：Ovation Productions
- 觀賞人次：約16,000至20,000人

### 日本場
- 演出人員：徐恩光、李旼赫、任炫植、Peniel
- 主辦單位：BTOB COMPANY、HAVE FUN TOGETHER、iTONY INTERNATIONAL、MY ENTERTAINMENT
- 售票單位：BTOB JAPAN OFFICIAL FANCLUB MELODY JAPAN
- 觀賞人次：約2,530人（大阪場）、約2,925人（東京場）

### 香港場
- 演出人員：徐恩光、李旼赫、李昌燮、任炫植、Peniel
- 主辦單位：APlanet Entertainment、MAXPERIENCE、KKLIVE Hong Kong
- 售票單位：HK TICKETING
- 觀賞人次：約3,600人

### 泰國場
- 演出人員：徐恩光、李旼赫、任炫植、Peniel
- 主辦單位：BTOB COMPANY、HAVE FUN TOGETHER
- 售票單位：GANADA ENT
- 觀賞人次：約19,793人

### 臺灣場
- 演出人員：徐恩光、李旼赫、任炫植、Peniel
- 主辦單位：BTOB COMPANY、APlanet Entertainment、MAXPERIENCE、SHOW Office Entertainment.co.ltd
- 售票單位：Ticket Plus遠大售票網站、7-11 ibon
- 觀賞人次：約6,200人（單場約3,100人）

## 背景
2023年2月21日BTOB於fromm Studio進行的Talk Show直播中，宣布將於出道日的隔天3月22日至24日於SK奧林匹克手球競技場連續三天舉行首次的Fan Concert《OUR DREAM》。同月28日正式公開視覺海報。3月1日宣布於4月7日在菲律賓舉行。3月15日宣布於5月21日在香港舉行。3月27日宣布於5月10、12日分別在日本大阪、東京舉行，以及同月26日於泰國舉行。4月13日宣布於6月29日在臺灣臺北市舉行；其後於5月3日宣布在6月28日加開一場。7月13日原定於印度尼西亞舉行，後因主辦單位內部疏失因素取消，亞洲巡迴於臺灣場結束後圓滿落幕。星材於首爾場後因個人行程不參與演出，昌燮於首爾場後因喉嚨狀況休養不參與部分場次演出。

## 場次
| 日期          | 國家   | 站次   | 舉行地點                          |
| ------------- | ------ | ------ | --------------------------------- |
| 2024年3月22日 |        | 首爾   | SK奧林匹克手球競技場              |
| 2024年3月23日 |        | 首爾   | SK奧林匹克手球競技場              |
| 2024年3月24日 |        | 首爾   | SK奧林匹克手球競技場              |
| 2024年4月7日  | 菲律賓 | 帕賽市 | 亞洲購物中心體育館                |
| 2024年5月10日 | 日本   | 大阪市 | Zepp Namba（OSAKA）               |
| 2024年5月12日 | 日本   | 東京都 | Zepp Haneda（TOKYO）              |
| 2024年5月21日 | 香港   | 香港   | 九龍灣國際展貿中心 匯星 Star Hall |
| 2024年5月26日 | 泰國   | 曼谷   | SHOW DC, Ultra Arena Hall         |
| 2024年6月28日 | 臺灣   | 臺北市 | 台北國際會議中心（TICC）          |
| 2024年6月29日 | 臺灣   | 臺北市 | 台北國際會議中心（TICC）          |

## 演唱曲目
按演出曲序排列

## 外部連結
- BTOB的Instagram帳戶
- BTOB的X（前Twitter）